# Bligny-en-Othe
Pour les articles homonymes, voir Bligny et Othe (homonymie).
Bligny-en-Othe est une  ancienne commune française située dans le département de l'Yonne et la région Bourgogne-Franche-Comté. Elle est associée à la commune de Brienon-sur-Armançon depuis 1973.

## Géographie
Comme son nom l'indique, le village est situé dans l'Othe.

## Histoire
Le 1er janvier 1973, la commune de Bligny-en-Othe est rattachée à celle de Brienon-sur-Armançon sous le régime de la fusion-association.

## Politique et administration
| Période                                  | Période  | Identité         | Étiquette | Qualité |
| ---------------------------------------- | -------- | ---------------- | --------- | ------- |
|                                          | 2019     | Pascal Lécole    |           |         |
| 2019                                     | En cours | Jérôme Delavault | DVD       |         |
| Les données manquantes sont à compléter. |          |                  |           |         |

## Démographie
| 1793 | 1800 | 1806 | 1821 | 1831 | 1836 | 1841 | 1846 | 1851 |
| ---- | ---- | ---- | ---- | ---- | ---- | ---- | ---- | ---- |
| 120  | 114  | 105  | 119  | 130  | 145  | 145  | 142  | 144  |

| 1856 | 1861 | 1866 | 1872 | 1876 | 1881 | 1886 | 1891 | 1896 |
| ---- | ---- | ---- | ---- | ---- | ---- | ---- | ---- | ---- |
| 152  | 154  | 151  | 139  | 128  | 117  | 114  | 129  | 101  |

| 1901 | 1906 | 1911 | 1921 | 1926 | 1931 | 1936 | 1946 | 1954 |
| ---- | ---- | ---- | ---- | ---- | ---- | ---- | ---- | ---- |
| 95   | 86   | 97   | 82   | 86   | 96   | 76   | 85   | 84   |

| 1962 | 1968 | - | - | - | - | - | - | - |
| ---- | ---- | - | - | - | - | - | - | - |
| 78   | 58   | - | - | - | - | - | - | - |

## Lieux et monuments
- Église Saint-Antoine
- Lavoir de 1847, alimenté par le ru de Bord